# Benjamin Nyffenegger
Benjamin Nyffenegger (1984) is een Zwitserse cellist.

## Biografie
Nyffenegger groeide op in het Zwitserse Aargau en studeerde cello bij Magdalena Sterki-Hauri. Vanaf 1999 werd hij onderwezen door Walter Grimmer, een Zwitserse cellist binnen de klassieke muziek. In 2002 ging hij naar de Zürcher Hochschule der Künste. Thomas Grossenbacher, solocellist van Tonhalle Orchester Zürich, gaf hem les vanaf 2004. In 2005 studeerde hij af met onderscheiding.
In 2004 mocht hij reeds optreden met het Aargauer Symphonie Orchester. In 2005 en 2006 liep hij stage bij Tonhalle Orchester Zurich. Van september 2006 tot augustus 2007 was hij interim solocellist bij Sinfonieorchester St. Gallen. Sinds 2008 is hij co-aanvoerder van de celli in het Tonhalle Orchester Zürich. Over een performance van de Rococovariaties van Tsjaikovski, met het Tonhalle Orchester in 2017, schreef een recensent dat Nyffenegger de "veeleisende cellopartij technisch perfect beheerste".
In 2011 vroeg violiste Julia Fischer hem om in haar kwartet te spelen, met verder altviolist Nils Mönkemeyer en violist Alexander Sitkovetsky. Het viertal had al verschillende keren samen gespeeld en dat beviel hen zo goed dat ze een samenwerkingsverband aangingen. Het Julia Fischer Quartett concerteerde reeds in Leipzig, Londen, Luxemburg, München, Zürich, Baden-Baden en deSingel in Antwerpen. Sinds 2012 speelt hij ook bij het Oliver Schnyder Trio, met pianist Oliver Schnyder en violist Andreas Janke. Dit trio maakte zijn debuut in Tonhalle Zürich, met Pianotrio Nr. 2 van Schubert. In 2013 brachten ze hun debuutplaat uit, met werken van Schubert.

## Onderscheidingen
In 2003 bezorgde de Amerikaanse dirigent David Zinman hem een beurs voor het Aspen Music Festival and School.
Met het door hem opgerichte Auris Quartet won hij de eerste prijs op het Swiss Youth Chamber Music Competition in 2001 en op de Kiwanis Chamber Music Competition.
In 2006 won hij de Rahn Musikpreis.
- Gemeinsame Normdatei: 101799935X
- International Standard Name Identifier: 0000 0003 6646 4169
- Virtual International Authority File: 230038822